# (72510) 2001 DS73
(72510) 2001 DS73 – planetoida z pasa głównego asteroid okrążająca Słońce w ciągu 4,53 lat w średniej odległości 2,74 j.a. Została odkryta 19 lutego 2001 roku w programie LINEAR.